# Free The Nipple (Kampagne)

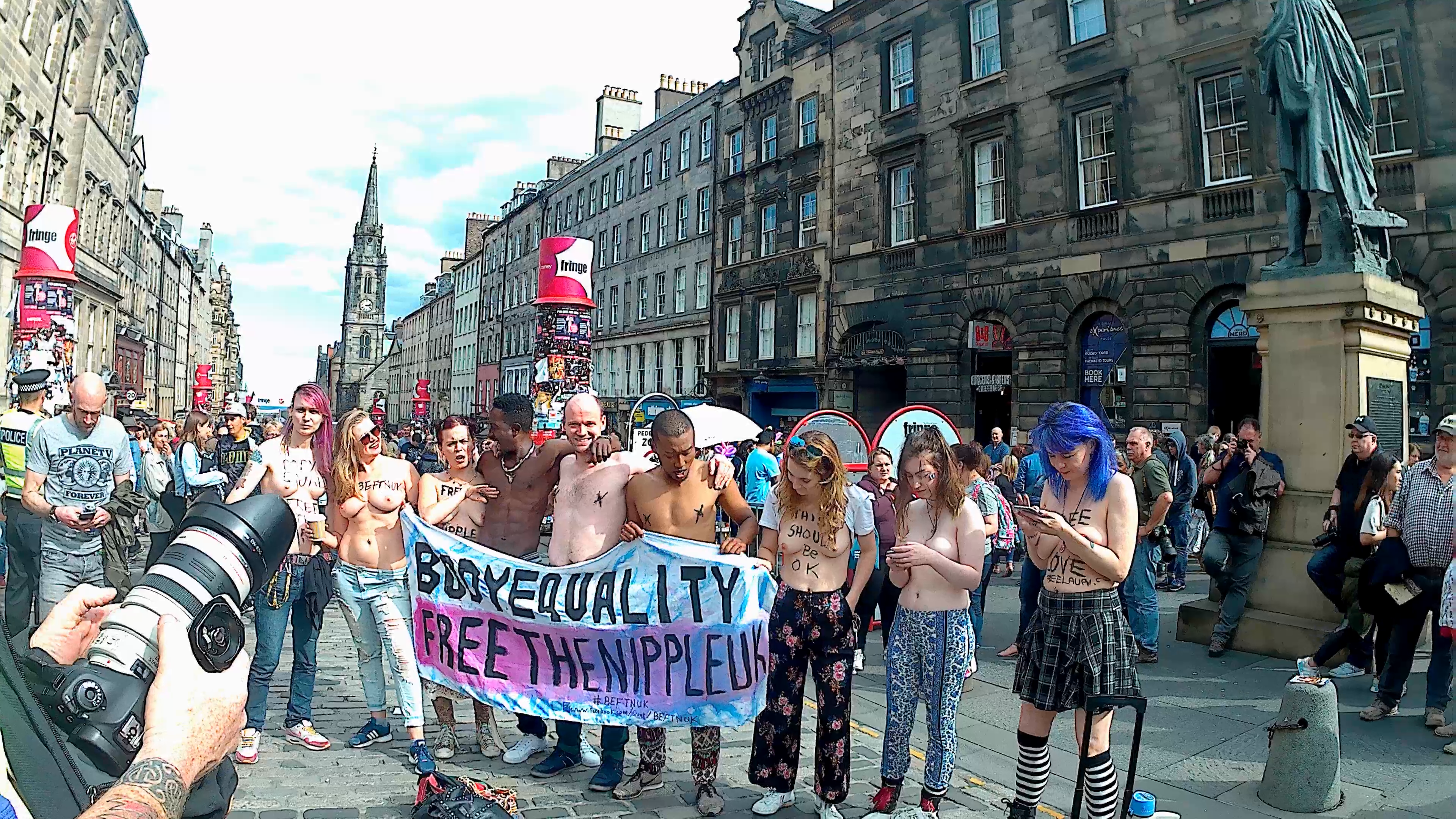
Free the Nipple Aktion in Edinburgh

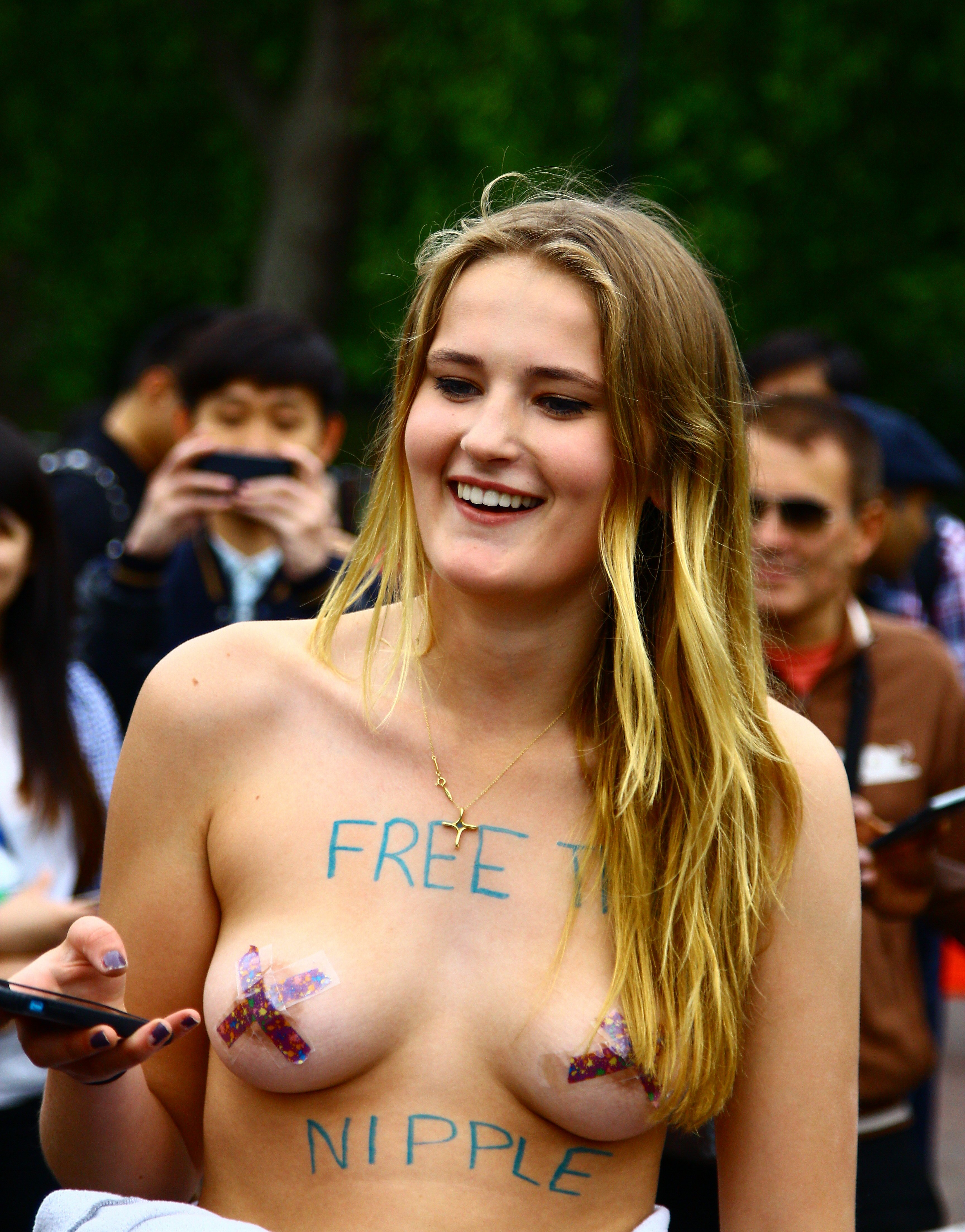
Frau wirbt für Free the Nipple

Free the Nipple ist eine Kampagne, die 2012 während der Vorproduktion des gleichnamigen Films ins Leben gerufen wurde. Die Kampagne protestiert gegen die Konvention, dass es Männern erlaubt ist, in der Öffentlichkeit oben ohne zu erscheinen, während es für Frauen weitgehend tabuisiert ist, dasselbe zu tun, und dass diese unterschiedliche Behandlung eine Diskriminierung von Frauen ist. Die Kampagne argumentiert, dass es für Frauen legal und kulturell akzeptabel sein sollte, ihre Brustwarzen in der Öffentlichkeit zu zeigen.

## Geschichte
Im Jahr 2012 startete Filmemacherin Lina Esco diese Kampagne in New York City. Sie schuf einen Dokumentarfilm über sich selbst, in dem sie oben ohne durch die Straßen von New York läuft. Als der Dokumentarfilm gedreht wurde, veröffentlichte sie Teaser-Clips mit dem Hashtag #FreeTheNipple. Im Jahr 2013 entfernte Facebook diese Clips von seiner Website wegen der Verletzung der Richtlinien. Im Jahr 2014 veröffentlichten einige Prominente wie Miley Cyrus, Lena Dunham, Chelsea Handler, Rihanna und Chrissy Teigen Fotos in sozialen Medien, um ihre Unterstützung für die Initiative von Esco zu zeigen. Zwei Protestierende, Tiernan Hebron und UCSD-Studentin Anni Ma, wurden am 23. März 2016 wegen Erregung öffentlichen Ärgernisses bei Auftritt von Senator Bernie Sanders verhaftet. Sie erschienen oben ohne mit Klebeband über ihren Brustwarzen und hatten Parolen auf ihre Brust geschrieben. Die Polizisten von Los Angeles baten sie, ihre Brüste zu bedecken, und die beiden Frauen lehnten ab und wurden verhaftet. Sie wurden 25 Stunden im Gefängnis festgehalten, aber keiner Straftat angeklagt. Nachdem sie entlassen worden waren, reichte Ma eine Klage gegen das Los Angeles Police Department ein. Ma sagte, ihre Handlung sei nicht unanständig, weil Brustdrüsen keine Geschlechtsorgane seien, sondern eher den Zweck hätten, Kinder zu stillen, und sagte, sie glaube, dass sie zu keinem Zeitpunkt ihre „Genitalien“ oder „privaten Körperteile“ gezeigt hätte. Ihr Anwalt argumentierte, sie sei nie „nackt“ gewesen und das kalifornische Gesetz gegen sexuelle Belästigung gelte nur für Genitalien, nicht für Brüste. Ihre Klage erhob auch den Vorwurf, dass ihre verfassungsmäßigen Rechte verletzt worden seien, dass sie einer rechtswidrigen Diskriminierung aufgrund des Geschlechts unterlegen sei und dass die bundesstaatlichen Bürgerrechtsgesetze verletzt worden seien. In der Vergangenheit waren Frauen manchmal verhaftet oder wegen Erregung öffentlichen Ärgernisses bzw. wegen unanständigen Verhaltens angeklagt worden, weil sie ihre Brüste in der Öffentlichkeit entblößt hatten. Im Staat New York wurde der Aufenthalt von Frauen mit unbedecktem Oberkörper an allen Orten, in denen Männer dies auch dürfen, um 1990 offiziell als legal erklärt. Als 2005 dort eine Frau verhaftet wurde, weil sie in der Öffentlichkeit oben ohne auftrat, entschied ein Gericht zu ihren Gunsten und sie erhielt später 29.000 US-Dollar Schadenersatz. Im Jahr 2015 erhielt die Kampagne Aufmerksamkeit in Island, nachdem eine jugendliche Aktivistin ein Foto von sich selbst oben ohne veröffentlicht hatte und dafür belästigt worden war. Zur Unterstützung der Schülerin und der Initiative veröffentlichte Björt Ólafsdóttir, eine Abgeordnete des Parlaments, aus Solidarität ein Foto von sich selbst.

## Gerichtsverfahren
In verschiedenen Gerichtsverfahren in den USA ging es um die Frage, ob Frauen ihre Brüste öffentlich zeigen dürfen. Zwei Beispiele sind Erie v. Paps A. M. und Barnes v. Glen Theatre. Diese beinhalteten Verordnungen, die Einschränkungen hinsichtlich des gesetzlich erlaubten Auftretens von Frauen in der Öffentlichkeit vorsahen, wobei das Verbot der öffentlichen Exposition der weiblichen Brüste im Vordergrund stand. Eine Klage wurde eingereicht als Free the Nipple v. Stadt Fort Collins, die ein Versuch war, die Bestimmung in der Gemeindeordnung von Fort Collins Colorado zu entfernen, die Frauen verbietet, ihre Brüste zu enthüllen. 2019 wurde das Verbot gekippt.
Insgesamt gibt es drei US-Bundesstaaten, in denen das bloße Vorzeigen von Frauenbrüsten illegal ist: Indiana, Tennessee und Utah. Vierzehn Bundesstaaten und viele andere Städte haben Gesetze mit mehrdeutigen Aussagen, wie viel eine Frau zeigen darf.

## Social Media
Jede Social-Media-Plattform hat ihre eigene Richtlinie und Politik in Bezug auf Nacktheit und Zeigen von Brustwarzen:
- Facebook erlaubt nur Fotos von Brustwarzen, wenn sie am Stillen beteiligt sind und es einen direkten Mund-Nippel-Kontakt gibt.[20][21][22][23]
- Die Instagram-Richtlinie für Nacktheit stellt fest: „Wir wissen, dass es sein kann, dass Personen Bilder von Nacktheit als künstlerische oder kreative Darstellungsform teilen möchten. Aus verschiedenen Gründen ist die Darstellung von Nacktheit auf Instagram jedoch nicht zulässig. Das gilt auch für Fotos, Videos und einige digital erstellten Inhalte, auf denen Geschlechtsverkehr, Genitalien und Nahaufnahmen nackter Gesäße zu sehen sind. Dazu zählen auch einige Fotos, auf denen Brustwarzen von Frauen zu sehen sind. Fotos, die Narben nach einer Brustamputation oder aktiv stillende Mütter zeigen, sind jedoch erlaubt. Auch Nacktheit in Fotos, die Gemälde und Skulpturen abbilden, sind in Ordnung.“[24]
- Pinterest erlaubt künstlerische und nicht-sexualisierte Nacktheit.[25]
- Die Richtlinien von Youtube erlauben es, Nippel inhaltlich darzustellen, erlauben jedoch kein sexuell explizites Material in Inhalten, in denen die Brustwarzen einer Frau exponiert sind.
- Bei Google+ können keine Brustwarzen angezeigt werden, es sei denn, es handelt sich um Cartoons.
- Bei Flickr, Twitter und Tumblr können Benutzer einstellen, wie viel Nacktheit sie sehen möchten.[26]

Eine Taktik, die Aktivisten aufgegriffen haben, ist die Verwendung des Hashtags #FreeTheNipple. Dieses Tag wurde auf Facebook, Instagram und Twitter verwendet, wo es zum Durchsuchen der Datenbanken nach Beiträgen mit demselben Tag verwendet werden kann.
Einige Prominente haben ihre Unterstützung für die #FreeTheNipple-Bewegung in sozialen Medien ausgedrückt, darunter Miley Cyrus, Lena Dunham, Jennifer Aniston, Rihanna, Cara Delevingne, Emily Ratajkowski, Naomi Campbell und Willow Smith. Miley Cyrus sagte dazu: "The nipple, what you can't show, is what everyone has. But the jug part that everybody doesn't, you're allowed to show underboob. I've never understood the way it works".